# Weißflecken-Ulmeneule
Die Weißflecken-Ulmeneule (Cosmia diffinis) ist ein Schmetterling (Nachtfalter) aus der Familie der Eulenfalter (Noctuidae).

## Merkmale

### Falter
Die Falter haben eine Flügelspannweite von 29 bis 35 Millimetern und kräftig rotbraun bis violettrot gefärbte Vorderflügel. Die gegen den Innenrand näherungsweise trapezförmig eingeschnürten Querlinien zeigen am Costalrand zwei deutliche, weiße Flecke, während die kurze basale Querlinie meist eine blasse helle Zeichnung aufweist. Das Saumfeld ist etwas aufgehellt und wird von einer weißlichen Wellenlinie durchschnitten. Ring-, Nieren- und Zapfenmakel sind nicht erkennbar. Die Hinterflügel sind einheitlich graubraun und mit gelben Fransen versehen.

### Ei, Raupe, Puppe
Das Ei ist unregelmäßig kugelig geformt, hat eine abgeplattete Basis mit kräftigen Längsrippen und ist anfangs grünlichgelb, später rötlichgelb gefärbt. Die Raupen haben eine graue oder grüne Farbe sowie weiße Rücken- und Nebenrückenlinien, ebenso wie auch die Seitenstreifen. Der Kopf ist schwarz oder braun, die Punktwarzen weiß und braun gekernt, die Stigmen schwarz. Die Puppe hat eine rotbraune Farbe und zeigt gelegentlich eine bläuliche Bereifung.

### Ähnliche Arten
- Cosmia confinis. Diese etwas kleinere südosteuropäische Art hat oftmals eine blassere rotbraune oder ins gelbliche tendierende Grundfärbung. Dennoch ist sie äußerlich nur schwer von diffinis zu unterscheiden, wohingegen es sehr deutliche Unterschiede bei den Genitalien bei beiden Geschlechtern gibt.[1] Eine Verwechselungsgefahr besteht jedoch nur in Bulgarien, Griechenland und der Türkei, wo sich der Lebensraum beider Arten überlappt.
- Rotbraune Ulmeneule (Cosmia affinis). Hier sind überwiegend etwas dunklere, rotbraune Farbtöne vorherrschend, es sind auch Ring- und Nierenmakel erkennbar und der innere weiße Fleck am Costalrand fehlt oftmals.
- Violettbraune Ulmeneule (Cosmia pyralina). Bei dieser Art fehlen normalerweise die weißen Flecke am Costalrand, dagegen ist ein längliches, helles, verwischtes Zeichen nahe der Flügelspitze erkennbar.

## Verbreitung
Die Art ist in Mittel- und Südeuropa lokal verbreitet, im Norden bis Mittelengland und den Südteil der Niederlande. Einzelfunde gibt es außerdem aus Dänemark sowie aus einer separaten Population auf Gotland. Sie kommt außerdem bis zu den südlichen Gebieten Spaniens, Italiens und Russlands sowie in Nordgriechenland und Bulgarien vor. Im Osten reicht das Vorkommen bis nach Litauen und ans Schwarze Meer. Die Weißflecken-Ulmeneule ist hauptsächlich in feuchten Wäldern, Gebüschen und Ufergebieten, aber auch in Gärten und Parkanlagen anzutreffen. Sie ist sowohl feuchtigkeits- als auch wärmeliebend.

## Lebensweise
Die Art bildet eine Generation im Jahr. Die Falter sind nachtaktiv, kommen häufig an künstliche Lichtquellen und Köder und fliegen von Juni bis August. Die Raupen sind nahezu monophag an Ulmen (Ulmus) anzutreffen und hier besonders an niedrigem Ulmengebüsch zwischen zusammengesponnenen Blättern. Sie leben von Mai bis Juni und gelten als Mordraupen, d. h., sie greifen sowohl in der Natur, insbesondere aber bei der Zucht unter beengten räumlichen Verhältnissen, die Raupen anderer Arten, gelegentlich sogar Artgenossen, an und saugen sie aus. Dieses Verhalten ist beispielsweise auch von den Raupen der verwandten Trapezeule (Cosmia trapezina) und anderer Cosmia-Arten bekannt. Sie verpuppen sich in einem Gespinst zwischen Pflanzenteilen am Boden. Das Ei überwintert.

## Gefährdung
Die Art ist in Deutschland meist sehr selten, fehlt in einigen Regionen ganz oder ist verschollen. Auf der Roten Liste gefährdeter Arten wird sie in Kategorie 2 (stark gefährdet) eingestuft.